# 7月

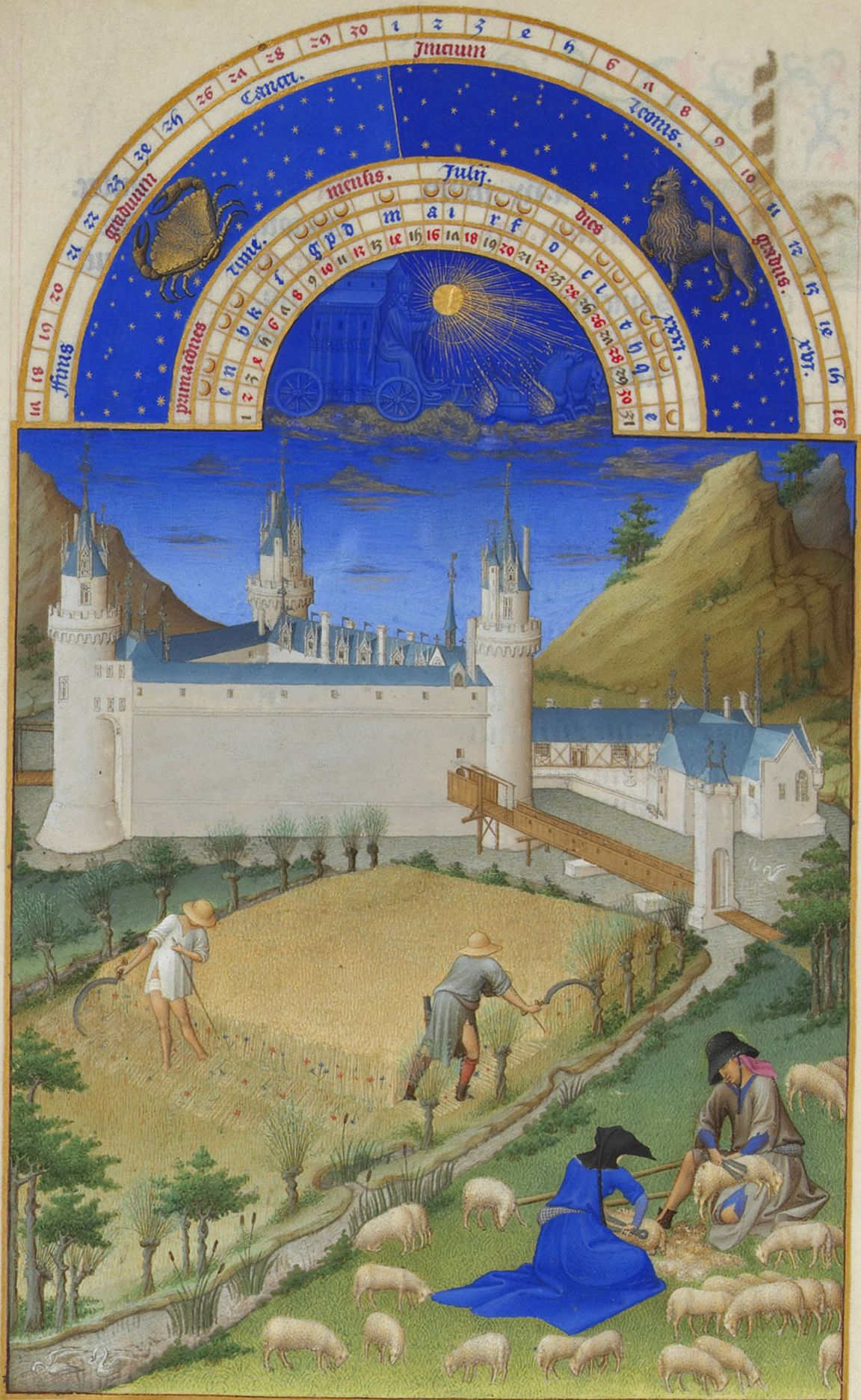
『ベリー公のいとも豪華なる時祷書』より7月。

7月（しちがつ）は、グレゴリオ暦で年の第7の月に当たり、31日間ある。
日本では、旧暦7月を文月（ふづき、ふみづき）と呼び、現在では新暦7月の別名としても用いる。文月の由来は、7月7日の七夕に詩歌を献じたり、書物を夜風に曝したりする風習があるからというのが定説となっている。しかし、七夕の行事は奈良時代に中国から伝わったもので、元々日本にはないものである。そこで、稲の穂が含む月であることから「含み月」「穂含み月」の意であるとする説もある。また、「秋初月（あきはづき）」、「七夜月（ななよづき）」の別名もある。
北海道アイヌ語旭川方言では、7月を「夜に流し網漁をする月」を意味するクンネヤㇱチュㇷ゚（アイヌ語: kunne yas cup）と呼ぶ。
英語での月名 July は、ユリウス暦を創った共和政ローマ末期の政治家、ユリウス・カエサル (Julius Caesar) からとられた。カエサルは紀元前45年にユリウス暦を採用するのと同時に、7月の名称を「5番目の月」を意味する Quintilis から自分の家門名に変更した。なお、8月の英名 August はアウグストゥスにちなんでいる（ギリシャ語で Αύγουστος は8月を表す）。詳細は8月を参照。
7月はその年の4月と同じ曜日で始まる。閏年は1月も同じ曜日で始まる。

## 異名
- おみなえしづき・をみなえしづき（女郎花月）
- けんしんげつ（建申月）
- しんげつ（親月）
- たなばたづき（七夕月）
- とうげつ（桐月）
- ななよづき（七夜月）
- はつあき（初秋）
- ふづき（七月・文月）
- ふみひろげづき（文披月）
- めであいづき（愛逢月）
- らんげつ（蘭月）
- りょうげつ（涼月）

「7」や「七」は「しち」の他に「なな」ともいうが、歴史的には「しち」の方が古い。「七」の大字に「質」や「漆」が遣われるのも「七」の読みが「しち」であることに因む。これらの経緯から日本では伝統的に「しちがつ」と呼ばれてきたが近年では「1月（いちがつ）」と聴き違うという理由から、意識的に「なながつ」と呼ぶ人が若者を中心に増えてきており、政府の公式発表時でも「なながつ」ということがある。

## 7月の年中行事
- 七月初旬 - 氷室（北陸地方、特に石川県）
- 7月1日 - 海開き
- 7月1日 - 富士山山開き
- 7月4日 - 独立記念日（アメリカ合衆国）
- 7月7日 - 七夕（日本）
- 7月7日 - ポニーテールの日
- 7月13日 - みたままつり（靖國神社）
- 7月14日 - 革命記念日（フランス）
- 7月15日 - 博多祇園山笠（博多）追山
- 7月16日 - 祇園祭（京都）宵山
- 7月17日 - 祇園祭（京都）山鉾巡行
- 7月25日 - 天神祭（大阪）船渡御
- 7月第3月曜日 - 海の日（日本）
- 7月第3土曜日 - 勤労青少年の日（日本、勤労青少年福祉法〈昭和45年5月25日法律第98号〉第5条で定めていたが、平成27年の改正法施行により法文上からは削除されている。）
- 7月第4土曜日 - 尾張津島天王祭(愛知県。翌日曜まで)
- 7月最終土曜日 - 隅田川花火大会
- 7月中旬(6月17日 (旧暦) ) ‐ 管絃祭（広島県）

## 7月に行われるスポーツ
- 上旬から下旬 - ツール・ド・フランス（ロードレース フランスなど）
- 中旬 - 大相撲七月場所（IGアリーナ）
- 中旬 - MLBオールスターゲーム（野球）
- 中旬 - 全英オープン（ゴルフ）
- 第3日曜 - 全アイルランドシニアハーリング選手権決勝（ハーリング）
- 第4日曜 - 全アイルランドシニアフットボール選手権決勝（ゲーリックフットボール）
- 中旬か下旬 - オールスターゲーム（プロ野球）

## 7月がテーマの楽曲
- 7月4日の横田基地 （歌: ザ・クロマニヨンズ）
- 7月5日（月食）（歌: 柴草玲）
- 7月7日 （歌: スガシカオ）
- 7月7日 （歌: 水樹奈々）
- 7月7日、晴れ （歌: DREAMS COME TRUE）
- 七月七日 （歌: Kagrra,）
- 7月8日 （歌: the GazettE）
- 7月9日の記念日に （歌: あがた森魚）
- 7月10日 （歌: 前川清）
- 7月11日現在 （歌: 倉沢淳美）
- 夏、7月13日 （歌: 山瀬まみ）
- 7月20日の空の下の僕の気持ち～そして丘の上のキラリと輝く星を見てあなたはどう思うカシラ?～ （歌: dicot）
- 7月21日早朝に （歌: 山平和彦）
- 7月22日 （歌: 渡辺典子）
- 7月26日未明 （歌: 吉田拓郎）
- 7月31日に生まれて （歌: とんねるず）
- 7月の雨なら （歌: 西脇唯）
- 7月のオーロラ （歌: 伊藤銀次）
- 7月の感傷 （歌: Le Couple）
- 7月の夜 （歌: くるり）
- July Blue Rain （歌: リンドバーグ）
- July （歌: 松任谷由実）
- July 1st （歌: 浜崎あゆみ）
- RAIN OF JULY（歌: MAN WITH A MISSION）
- 七月の朝（原題：July Morning）（歌: ユーライア・ヒープ）

## その他
- 星座 - 蟹座（7月22日頃まで）、獅子座（7月23日頃から）